# Mary Craig (journalist)
Mary Craig (2 juli 1928 – 3 december 2019) was een Brits journalist en schrijver. 

## Levensloop
Craig begon haar loopbaan als omroepster. Sinds 1978 schreef ze een veertiental boeken, waaronder biografieën over Paus Johannes Paulus II, Lech Wałęsa en Lord Longford. Verder schreef ze enkele autobiografische werken met daarin haar ervaringen met haar man Frank die overleed aan kanker en over haar zoon die lijdt aan het syndroom van Hurler.
Vanaf 1997 schreef ze meerdere werken over Tibet, waaronder een biografie over de veertiende dalai lama, Kundun - A Biography of the Family of the Dalai Lama.
Verschillende van haar boeken zijn vertaald. Ze was woonachtig in Hampshire in Zuid-Engeland.